# Departamento Curuzú Cuatiá

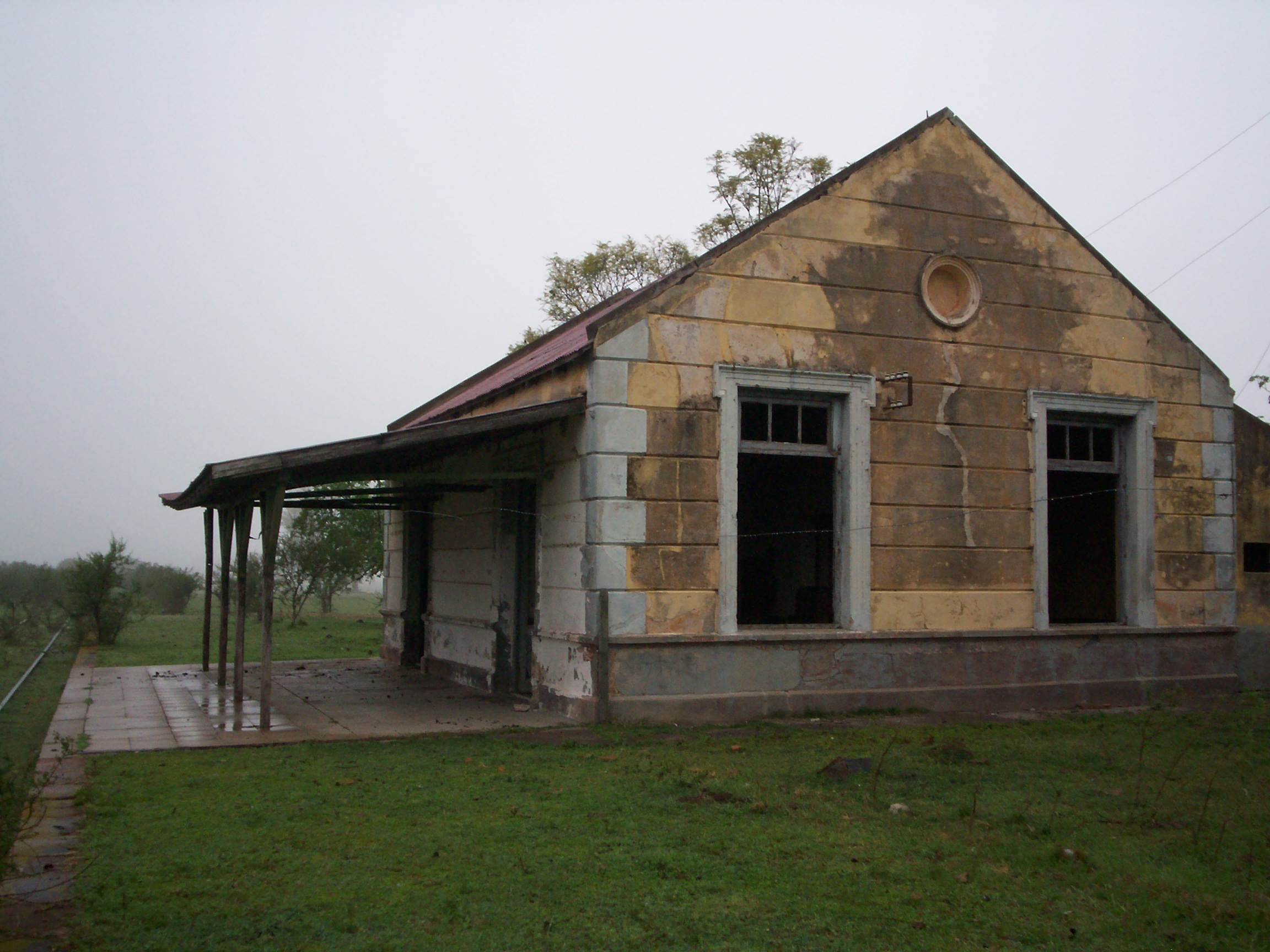
Estación Baibiene, ferrocarril Urquiza (departamento de Curuzú Cuatiá).

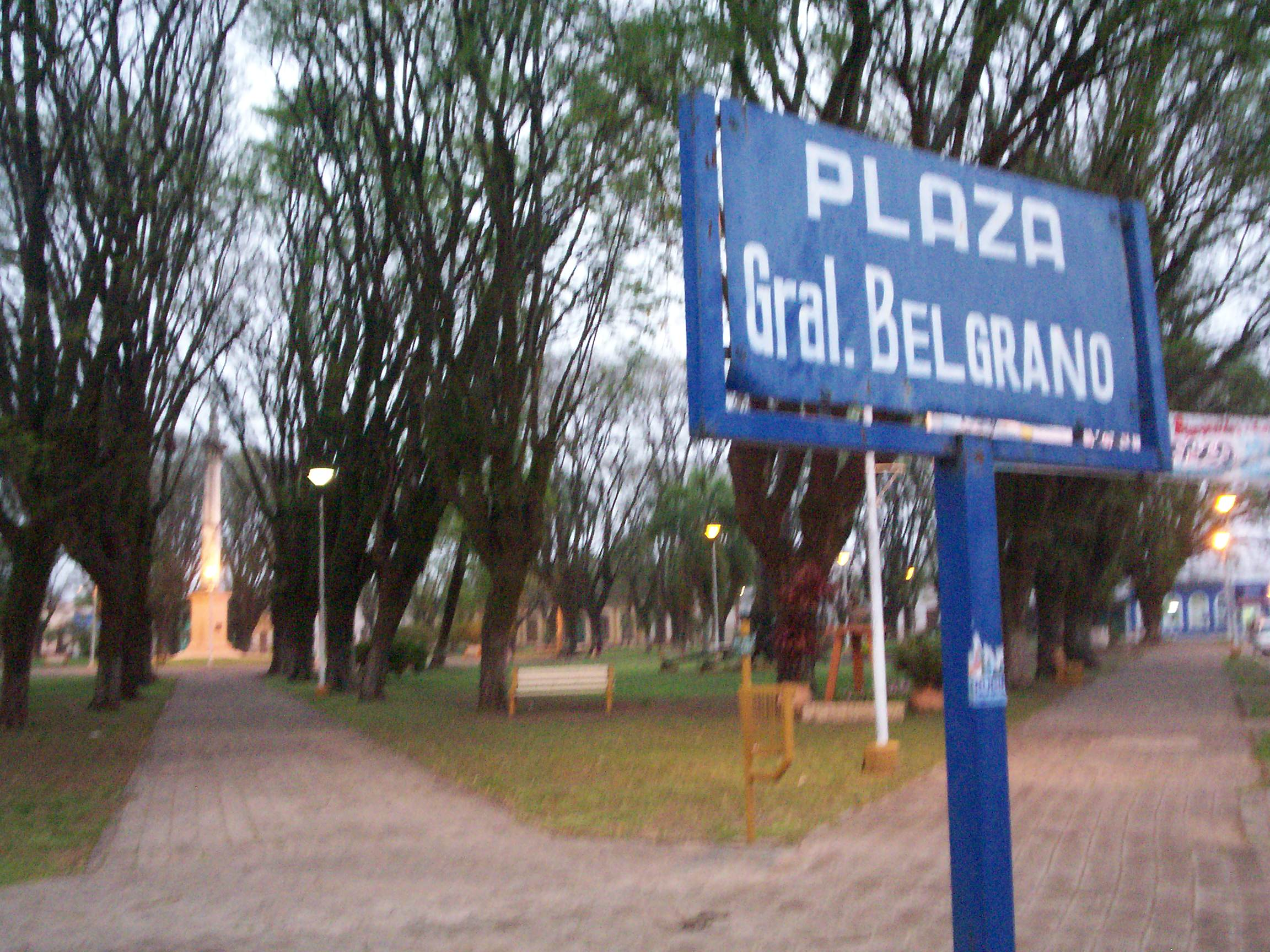
Plaza Belgrano, en Curuzú Cuatiá.

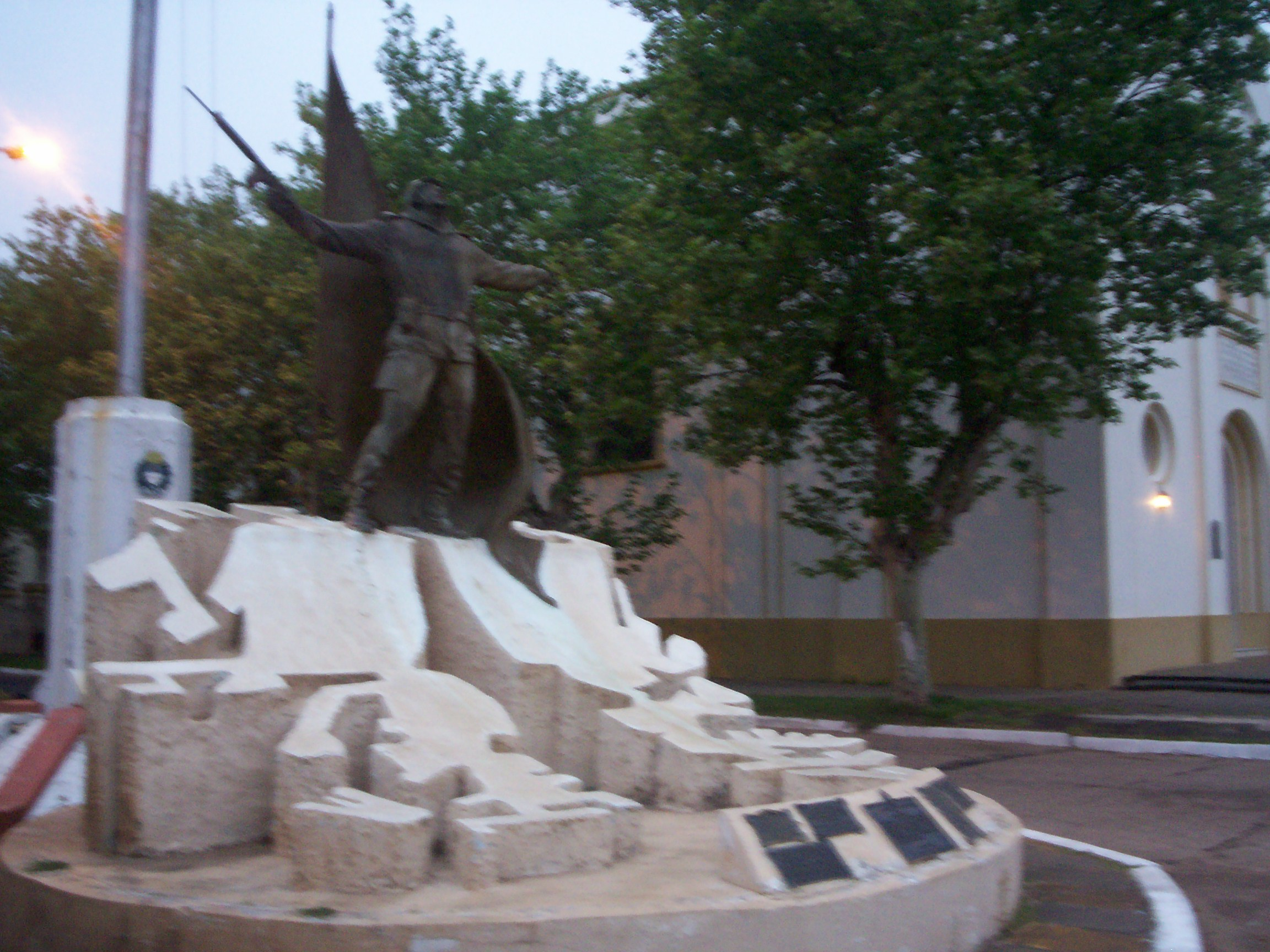
Monumento a los caídos en Malvinas (Curuzú Cuatiá).

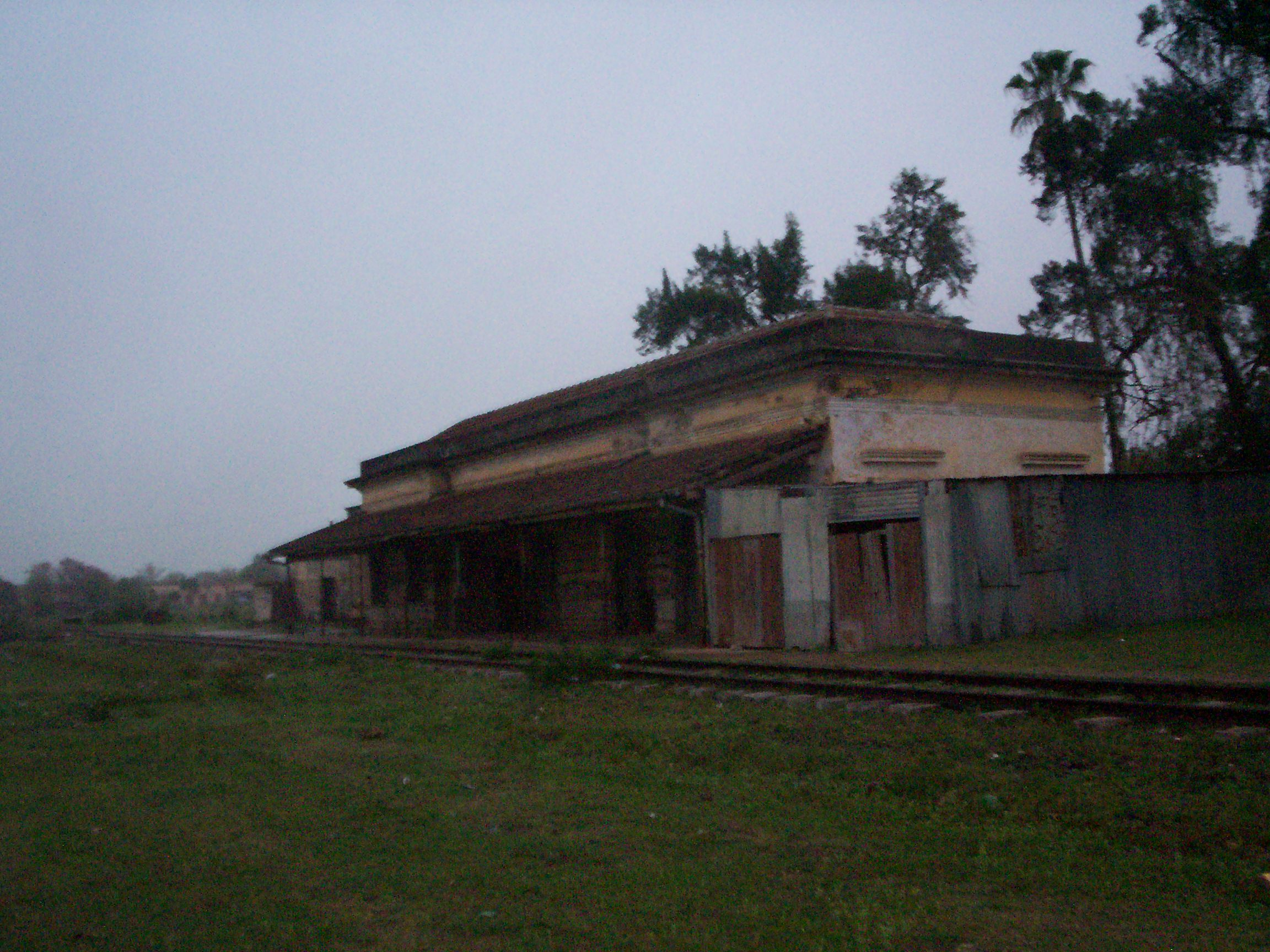
Estación Curuzú Cuatiá Central, del ferrocarril Urquiza.

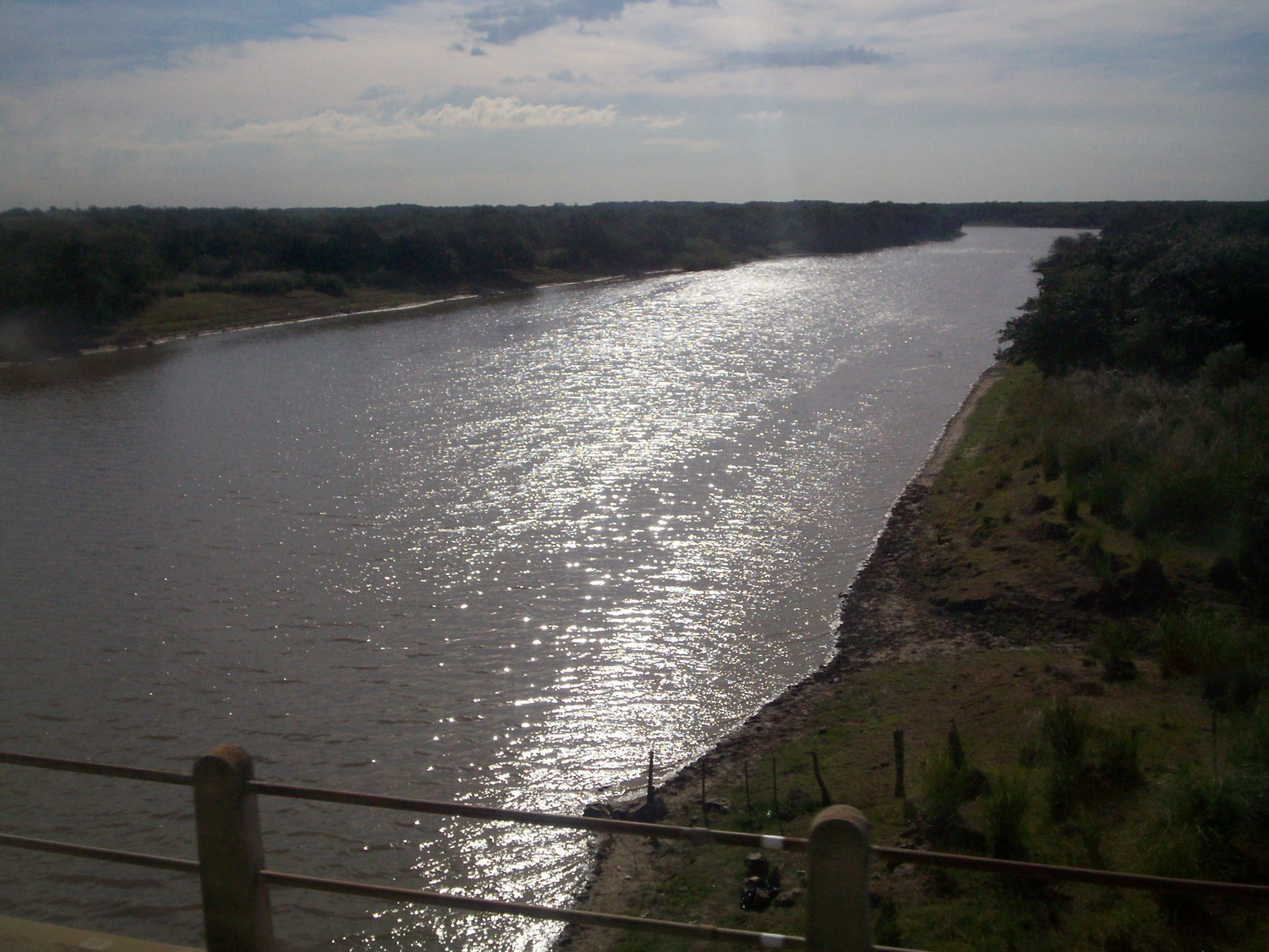
Puente de la ruta provincial 126 sobre el río Miriñay (límite entre los departamentos correntinos de Curuzú Cuatiá y Paso de los Libres).

Curuzú Cuatiá (en guaraní: Kurusu Kuatia) es un departamento de la provincia de Corrientes en el noreste de Argentina, que ocupa 8315.5 km², en la región sur de la provincia.
La cabecera del departamento es la ciudad de Curuzú Cuatiá. 

## Toponimia
Proviene del guaraní:
- Curuzú: de kurusu, guaranización de cruz
- Cuatiá: de kuatia, grabado o papel

que puede traducirse como "Cruz de papel". 
José Miguel Irigoyen señala otra posible interpretación. La Compañía de Jesús utilizaba mojones para señalar los límites de sus dominios u otros puntos relevantes. Estos mojones tenían la forma de una cruz de piedra que llevaba una inscripción grabada en su superficie. A partir de esta interpretación, Irigoyen traduce "Curuzú Cuatiá" como "Cruz grabada".

## Historia
En 1588 fue fundada la ciudad de Vera (hoy Corrientes) y a principios del siglo XVII, en 1627, se fundó en las Misiones guaraníes el poblado de Nuestra Señora de los Reyes Magos de Yapeyú. Ambas poblaciones comenzaron su expansión y a fines del siglo XVIII se suscitó un problema jurisdiccional entre los cabildos de la ambas por las tierras que pertenecen al departamento de Curuzú Cuatiá. Estas tierras eran conocidas desde tiempos muy lejanos por los guaraníes, quienes le dieron el nombre de Curuzú Cuatiá. Sobre los interfluvios secos del Paiubre vivieron varios pueblos indígenas errantes: mepenes, mocoretaes, guayquirarog, arubaí y cáingangs. Todos tenían características similares en su organización social, familiar, religiosa, y en sus hábitos alimenticios, en el vestido, la vivienda y los adornos. Los indígenas no se adaptaron a la llegada del español y sostuvieron violentas luchas contra el invasor, pero finalmente, a mediados del siglo XVII el cabildo de Corrientes decidió poner fin a esta situación y organizó expediciones armadas. Ante una serie de violentos ataques de los españoles, y luego de ser derrotados, los indígenas sobrevivientes emigraron a Misiones.
Tras sofocar los enfrentamientos con las tribus, los españoles comenzaron a asentarse en ellas. Existía en estas tierras una cruz grande con letras, que con el paso del tiempo y las quemazones se fueron borrando, aunque en 1781 aún había vestigios, desde allí, pues (decía el escrito) acordaron los de Corrientes con los de Yapeyú hacer un cordón con nueve algarrobos, dichos árboles servirían de líneas divisorias a ambas pertenencias. El asentamiento de estancias y poco después, a fines del siglo XVIII, la autorización del cabildo de Corrientes a Tomás del Castillo para levantar una capilla, que nucleaba a los pobladores en ese lugar, y en 1793 la fundación de un poblado alrededor de la capilla, autorizado por el virrey marqués de Avilés y Fierro al juez comisionado José Zambrana, lo que creó un conflicto con Yapeyú.
El poblado se organizó alrededor de la capilla, que era atendida periódicamente por los párrocos de San Roque y de Santa Rita de Esquina, y a la que afluían pobladores desde largas distancias. Se fundó el pueblo y se repartieron tierras a 64 pobladores. Se propuso como nombre para el asentamiento el de Avilés y Nuestra Señora del Pilar de Curuzú Cuatiá. Yapeyú inició sus reclamos, entonces el virrey le otorgó la jurisdicción del pueblo y por disposición del 18 de julio de 1800 se fijó una línea imaginaria que dividía la región en dos, de las nacientes del río Gualeguay hasta las puertas del Paiubre, y desde allí hasta el Iberá. La decadencia de las Misiones era notoria y los pobladores de Curuzú Cuatiá y el mismo cabildo no abandonaron la esperanza de reintegrarlo a la jurisdicción de Corrientes. El problema se solucionó finalmente cuando el vocal de la Primera Junta, Manuel Belgrano, creó oficialmente el 16 de noviembre de 1810 al pueblo de Nuestra Señora del Pilar de Curuzú Cuatiá y le señaló una extensa jurisdicción que alcanzaba por el este las costas del río Miriñay. El cabildo de Corrientes quedaba a cargo del nuevo pueblo.
Durante la República de Entre Ríos en 1821 Curuzú Cuatiá fue separada de la jurisdicción de Corrientes e incorporada al departamento del Uruguay, bajo el mando del comandante de Concepción del Uruguay. Una vez disuelta la República de Entre Ríos, el 14 de diciembre de 1821 Curuzú Cuatiá fue restituida a la provincia de Corrientes.
El 9 de octubre de 1852 Curuzú Cuatiá fue elevada a la categoría de villa y el 25 de septiembre de 1888 al de ciudad.
El 7 de marzo de 1917 el gobernador Mariano Indalecio Loza aprobó por decreto el Cuadro comparativo de la subdivisión en Departamentos y Secciones de la Provincia de Corrientes; Límites interdepartamentales e interseccionales, que fijó para el departamento Curuzú Cuatiá los siguientes límites:

Departamento Curuzú Cuatiá - Límites departamentales:
 Norte y Nordeste: Arroyos Cuenca, Villanueva, Molle, Aguay y Jaguari; Este: Río Miriñay; Sur: Arroyos Curuzú Cuatiá y Ceibo, límite Este de las propiedades de Angélica S. de Dessiata, Alfredo Hunt, límite Norte de las propiedades de Albina G. de Castillo y Eudosia G. de Segovia; límite Este de esta última propiedad y de las propiedades Gómez hasta el Paso Esterito, río Mocoretá y los arroyos Tunas y Basualdo hasta su unión con el Guayquiraró; Oeste: Arroyo Guayquiraró desde la desembocadura del Basualdo hasta el mojón Sur de la propiedad de Rosario Vedoya, los arroyos Macieguitas, Chañar y Pelado hasta el mojón Sudoeste de la propiedad de Susana B. de Vedoya, los límites Oeste de esta misma propiedad de las de Wenceslao Avalos, F. Cáceres, Francisco y Alejo López Lecube y el río Corriente.

El cuadro señaló que el departamento estaba dividido en 5 secciones:

El Departamento está dividido en cinco Secciones, con los siguientes límites:
 1ra. a 5ta. Sección: La línea divisoria que corre a lo largo del arroyo Mocoretá, límite Oeste de las propiedades de Clorinda F. de Correa, Fernando Fernández y suc. Ignacio Muiños, arroyos Hondo y Avalos, límite Oeste de la propiedad de Juana Bortagaray y el F. C. N. E. A. separa del Departamento la 1ra. Sección, que está al Este de la mencionada línea divisoria. La parte al Oeste de la línea mencionada está dividida por tres líneas divisorias en cuatro Secciones. La primera de estas líneas divisorias corre a lo largo del arroyo Grande, arroyo Carpincho, límite Norte de las propiedades de Policarpo Villar, Martín y Rafael Rogido, Francisco Ordeix, Dolores Cabrera, Concepción G. de Villalba, límites Este y Norte de la propiedad de José A. González y Norte de las de Robaina y arroyos Hera y Espinillo. Al Sur de esta línea divisoria está la 2da. Sección. Entre esta línea y el arroyo Avalos, está la 3ra. Sección.
 La 4ta. Sección comprende la parte extendida entre el arroyo Avalos y el arroyo María Grande.
 La 5ta. Sección al Norte del arroyo María Grande.

El 29 de septiembre de 1920 fue promulgada la ley n.º 315 que reconoce como municipio autónomo a Curuzú Cuatiá y como comisión de fomento a Perugorría. El 10 de diciembre de 1924 el gobernador José Eudoro Robert decretó provisoriamente los límites del municipio de Curuzú Cuatiá.
El 31 de agosto de 1935 fue publicado el decreto del vicegobernador Pedro Resoagli que determinó los límites de los departamentos:

Departamento Curuzú Cuatiá: Tiene los siguientes límites generales:
 Norte: La línea nace en el río Corriente, en la desembocadura del arroyo Cuenca; sigue por éste, aguas arriba, hasta su unión con el arroyo Villanueva; el curso de esta corriente de agua hasta su intersección con el arroyo Molle, por el que sigue la línea, siempre aguas arriba, tomando su brazo occidental, hasta el mojón N.O. de la propiedad del Dr. Justo Díaz de Vivar y S.E. de la de D. Andrés Chaz. De ahí una línea recta que une las nacientes del arroyo Molle con las del arroyo Aguay, el curso de este último arroyo, aguas abajo, hasta su unión con el arroyo Jaguari, por el que sigue hasta su desagüe en el río Miriñay; Este: El río Miriñay desde su unión con el arroyo Jaguari hasta la desembocadura del arroyo Curuzú Cuatiá; Sud: El curso del arroyo Curuzú Cuatiá, aguas arriba, desde su desembocadura hasta su confluencia con el arroyo Ceibo, por cuyo curso sigue la línea, aguas arriba, hasta sus nacientes; de ellas va por el camino encallejonado que sirve de deslinde oriental a la propiedad de Alfredo Hunt hasta las nacientes del arroyo Lobo Kua; continúa por el deslinde oriental de las propiedades de Albina G. de Castillo, Eudosia G. de Segovia, Facunda Gómez y Hermenegilda López de Gómez e hijos hasta el río Mocoretá, en el llamado Paso Esterito. Desde la proximidades de Paso Esterito en el río Mocoretá, la línea sigue el curso de este río aguas abajo hasta la desembocadura del arroyo Tunas; continúa por este río, aguas arriba hasta sus nacientes, de las que sigue una línea recta que corta la cuchilla de Basualdo; y une las nacientes del Tunas con las del arroyo Basualdo; sigue el curso de este arroyo, aguas abajo, hasta su desembocadura en el río Guayquiraró; Oeste: La línea arranca de la desembocadura del arroyo Cuenca, en el río Corriente; sigue por este río, aguas abajo, hasta el mojón N.O. de la propiedad de Ernestina González del Departamento de Esquina, que es también el mojón S.O. de la propiedad de Francisco y Alejo López Lecube, en el Departamento de Curuzú Cuatiá. Del mojón S.O. de la propiedad López Lecube, sigue su límite sud hasta encontrar el mojón N.O. de la perteneciente a Manuel Berisso, cuyo deslinde occidental sigue hasta encontrar el curso del arroyo Avalos. Desde este punto sigue por el cauce del arroyo Avalos, aguas arriba, hasta el mojón N.O. de la propiedad de los sucesores de Susana B. de Vedoya, por cuyo deslinde occidental continúa hasta encontrar el curso del arroyo Pelado. Sigue por el cauce de este arroyo, que luego se denomina Barrancas, aguas abajo, hasta la desembocadura en él del arroyo Chañar, para tomar el cauce de este último, aguas arriba, y seguir por los de los arroyos Espinillo y Macieguitas hasta las nacientes de este último. Desde este lugar toma el deslinde occidental de las propiedades de Benito Ezcurra y Petrona E. de Rocha, hasta encontrar el cauce del río Guayquiraró, por el que continúa aguas abajo, hasta su confluencia con el arroyo Basualdo.

El 18 de septiembre de 1941 fue promulgada la ley n.º 946 que fijó los límites de la comisión de fomento de Perugorría:

Art 1º- Fijase la jurisdicción de la Comisión de Fomento de Perugorría dentro de los siguientes límites: Norte: Arroyo Cuenca, hasta su confluencia con el Río Corrientes; Sud: Arroyo María Grande; Este: Línea divisoria del Departamento de Curuzú Cuatiá con Mercedes. Arroyo Molle hasta la confluencia del Cuenca y al Oeste: Río Corrientes desde su confluencia con el Arroyo María Grande hasta el Arroyo Cuenca.

El 12 de noviembre de 2001 fueron promulgados los decretos ley n.º 177/2001 y 178/2001, que fijaron los límites respectivos de los municipios de Perugorría y Curuzú Cuatiá.

## Geografía

### Límites
Limita al oeste con los departamentos de Sauce, Esquina, Goya y Lavalle; al norte con el de Mercedes; al este con los de Paso de los Libres y Monte Caseros; y al sur con la provincia de Entre Ríos.

## Población
Cuenta con 51 532 habitantes (Indec, 2022), lo que representa un incremento promedio anual del 1.3% frente a los 44 384 habitantes (Indec, 2010) del censo anterior. 

La mediana de edad se estableció en 30 años.
| Gráfica de evolución demográfica de Departamento Curuzú Cuatiá entre 1991 y 2022 |
|                                                                                  |
| Fuente: Censos nacionales del INDEC                                              |

## Localidades
La mayor parte de la población se concentra en la ciudad cabecera del departamento y en menor medida en la localidad de Perugorría. El resto es población de carácter rural, dispersa o asentada en pequeñas localidades.
| Cabecera (Población 2010)   | Ciudades (Población 2010) | Otras localidades (Población 2010) |
| --------------------------- | ------------------------- | ---------------------------------- |
| Curuzú Cuatiá (34 470 hab.) | - Perugorría (3043 hab.)  | - Cazadores Correntinos (456 hab.) |

## Economía
La principal actividad económica es la agricultura. Las condiciones del terreno y el clima favorecen el cultivo de arroz. Se practica la ganadería, especialmente la producción de bovinos.